# Stenomacrus columbianus
Stenomacrus columbianus là một loài tò vò trong họ Ichneumonidae.